# Solanum cinereum

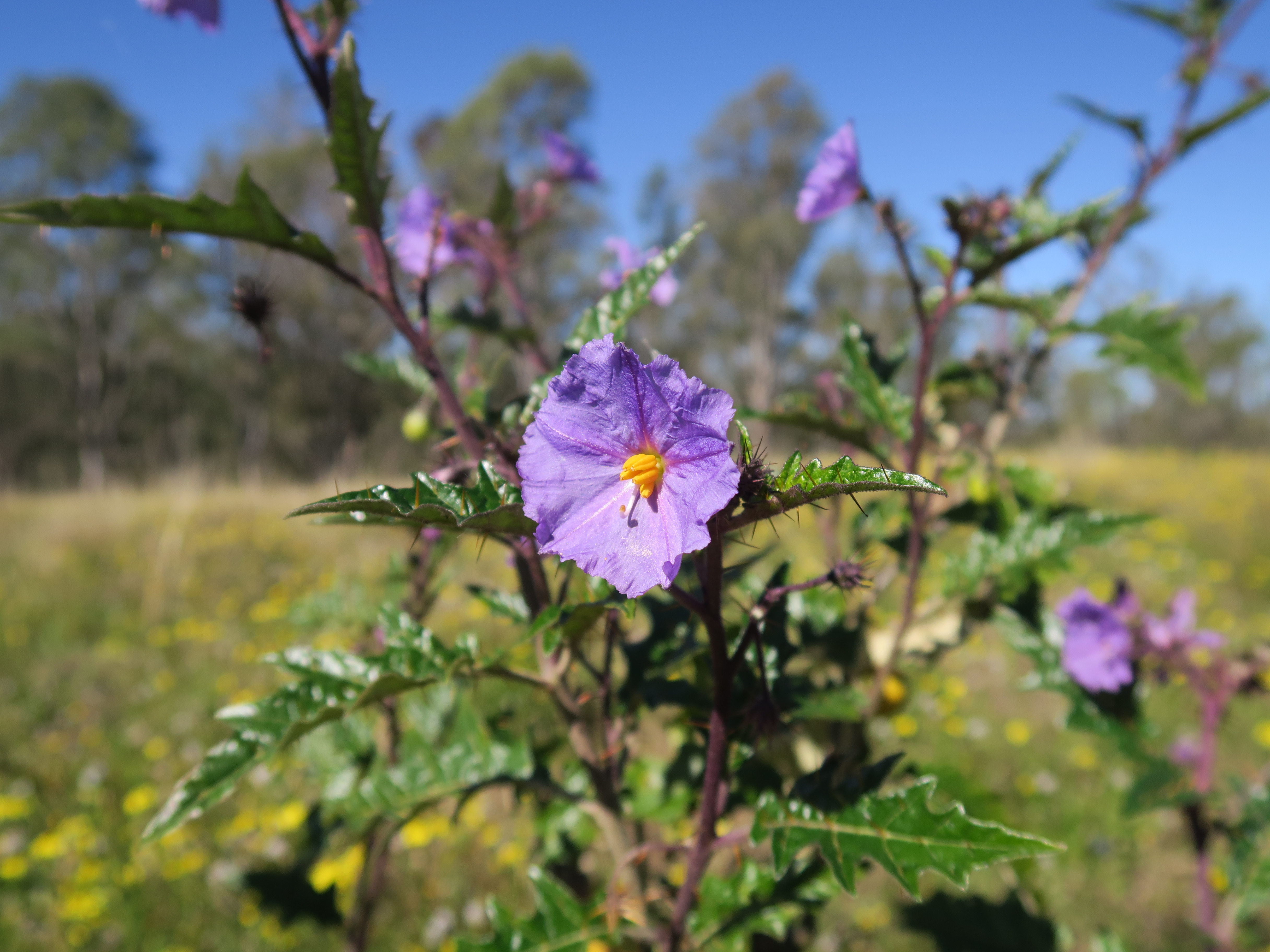
Cinereum

Solanum cinereum är en potatisväxtart som beskrevs av Robert Brown. Solanum cinereum ingår i släktet skattor som ingår i familjen potatisväxter. Inga underarter finns listade i Catalogue of Life.